# Gideon Louw
Gideon Abraham Louw (Pretoria, 9 de abril de 1987) es un deportista sudafricano que compitió en natación.
Ganó una medalla de bronce en el Campeonato Pan-Pacífico de Natación de 2010, en la prueba de 4 × 100 m libre. Participó en dos Juegos Olímpicos de Verano, en los años 2008 y 2012, ocupando el quinto lugar en Londres 2012, en la misma prueba.

## Palmarés internacional
| Campeonato Pan-Pacífico | Campeonato Pan-Pacífico | Campeonato Pan-Pacífico | Campeonato Pan-Pacífico |
| Año                     | Lugar                   | Medalla                 | Prueba                  |
| ----------------------- | ----------------------- | ----------------------- | ----------------------- |
| 2010                    | Irvine (Estados Unidos) | Medalla de bronce       | 4 × 100 m libre         |